# Mister Roberts (peça teatral)
Mister Roberts é uma peça de teatro estadunidense de 1948 escrita pelo dramaturgo Joshua Logan, baseado no romance homônimo de Thomas Heggen. Estreou no Teatro Alvin na Broadway em 18 de fevereiro de 1948 e apresenta Henry Fonda, David Wayne, Robert Keith e Jocelyn Brando nos papéis principais. A peça teve 1 157 apresentações e foi adaptada para o cinema no filme de mesmo nome em 1955.
Venceu o primeiro Tony Award de melhor peça de teatro.